# Thymus comptus
Thymus comptus ist eine Pflanzenart aus der Gattung der Thymiane (Thymus) in der Familie der Lippenblütler.

## Beschreibung
Thymus comptus ist ein kleiner Strauch, dessen blütentragende Stängel bis zu 15 cm lang werden und aufsteigend wachsen und an der Basis verholzen. Die nicht-blütentragenden  Stängel sind nur kurz und niederliegend. Alle Stängel sind rundherum dicht und meist abstehend filzig behaart. Die Laubblätter sind 9 bis 15 mm lang und 0,5 bis 2 (selten bis 3) mm breit. Sie sind linealisch bis lanzettlich, mehr oder weniger spitz und bis etwa zur Mitte bewimpert und spärlich behaart. Die Aderung ist deutlich, die Mittelrippe tritt hervor, die Seitenadern sind fast parallel.
Die Blütenstände sind bis zu 10 mm lang und bestehen aus getrennt stehenden, vielblütigen Scheinwirteln. Die Tragblätter sind ähnlich den Laubblättern, aber kürzer und breiter und mit deutlicheren Seitenadern versehen. Der Kelch ist (selten nur 3 bis) 4 bis 5 mm lang, die Lippen sind etwa gleich lang. Die oberen Zähne sind bis zu 1,5 cm lang, grannig besetzt, bewimpert oder nur mit einzelligen Schüppchen versehen. 
Die Chromosomenzahl beträgt 2n = 28 oder 52.

## Vorkommen und Standorte
Die Art kommt im östlichen Teil der Balkanhalbinsel, in Bulgarien, in Griechenland und im europäischen Teil der Türkei vor und ist dort meist in Küstennähe zu finden.